# Шеметово (Коломенский район)
Шеметово — село в городском округе Коломна Московской области. Население — 663 чел. (2010).
До 2003 года село относилось к Никульскому сельскому округу, затем к Непецинскому сельскому округу, а с 2005 года к Непецинскому сельскому поселению.

## Население
| 2002 | 2006 | 2010 |
| ---- | ---- | ---- |
| 647  | ↗672 | ↘663 |

## Улицы
- Весенняя
- Зелёная
- Мирная
- Новая
- Садовая
- Хуторская
- Школьная